# Schwimmzentrum Rüttenscheid

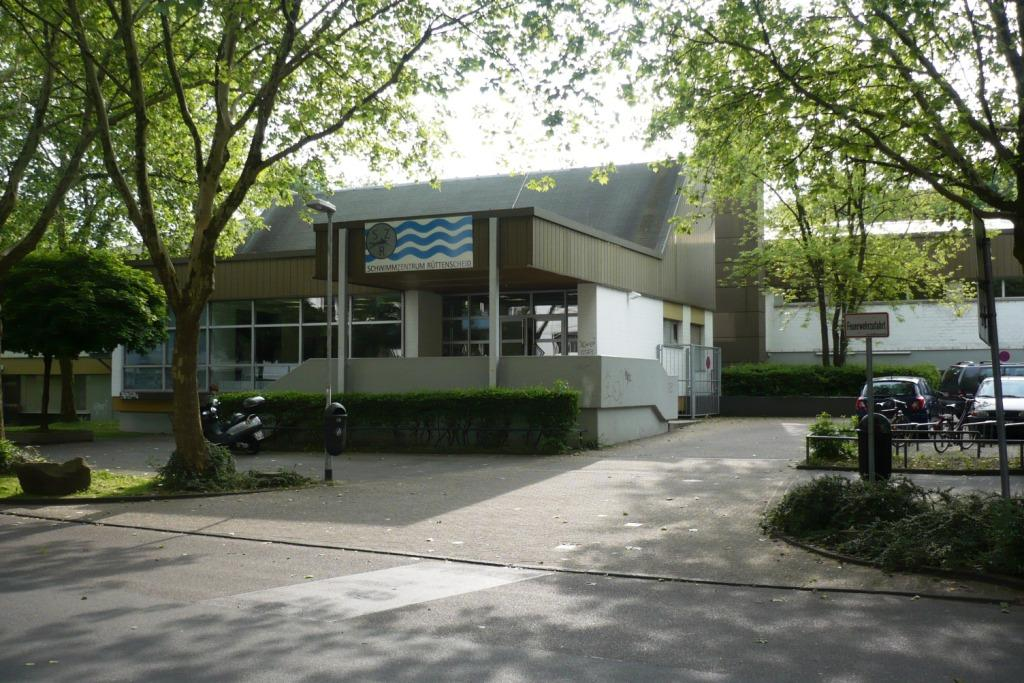
Schwimmzentrum Rüttenscheid, Eingangsbereich

Das Schwimmzentrum Rüttenscheid ist ein Hallenschwimmbad im Essener Stadtteil Rüttenscheid. Es bietet, alle Schwimmbecken zusammengenommen, die größte Wasserfläche aller Essener Hallenbäder und gilt als meistbesuchtes Hallenbad der Stadt. Dazu hat es eine zentrale Bedeutung für den Essener Schwimmsport.

## Geschichte
Ende 1973 beschloss der Rat der Stadt Essen den Bau des Schwimmbades in Rüttenscheid. Die feierliche Grundsteinlegung folgte im Juli 1974 im Beisein des damaligen Oberbürgermeisters Horst Katzor. Das Schwimmzentrum wurde schließlich am 6. Dezember 1975 eröffnet. Der Bau kostete damals umgerechnet 13 Millionen Euro.

## Ausstattung
In einer separaten Sporthalle befindet sich mit einem 21 Meter breiten Sportbecken mit 50-Meter-Bahnen das einzige 50-Meter-Hallenbecken der Stadt Essen. Diese Halle mit eigenen Umkleiden kann eigenständig meist für Schulen und Vereine genutzt werden. Teilweise ist sie auch der Öffentlichkeit zugänglich.
Eine weitere Halle bildet den Publikumsbereich und bietet ein 12,5 Meter breites Mehrzweckbecken mit 25-Meter-Bahnen, ein Lehrschwimmbecken einer Größe von 12,5 mal 8 Meter und ein 5,5 mal 4 Meter großes Kinderbecken. Ergänzt wird das Bad durch zwei Sonnenbänke. Im Sommer kann eine Liegewiese außerhalb der Halle genutzt werden.

### Sanierungsarbeiten 2007/2008
Wegen schwerwiegender Schäden an den das Dach tragenden Holzleimbindern wurde das gesamte Schwimmzentrum am 6. Februar 2007 aus Sicherheitsgründen geschlossen, sensibilisiert durch den Einsturz der Eislaufhalle Bad Reichenhall ein Jahr zuvor. Diese stammte aus der gleichen Zeit und ihr Dach war ähnlich konstruiert. Der Leim in den Trägern der 30 Jahre alten Rüttenscheider Schwimmhalle löste sich mit der Zeit auf, es entstanden Risse. Nicht mehr zulässige Lüftungslöcher in den Balken mussten verschlossen werden. 
Zunächst stellte die Stadt Essen im März 2007 zwei Millionen Euro Sanierungskosten über einen Nachtragswirtschaftsplan bereit. Im Juni 2007 stand ein Sanierungskonzept fest. Für die Instandsetzung der tragenden Holzleimbinder der Dachkonstruktion wurde der Auftrag an eine spezialisierte Firma in Ulm vergeben. Das neue Holztragwerk auf den sanierten Holzträgern wird von einem Aluminium-Satteldach bedeckt. Zusätzlich wurden die Belüftung, die Beleuchtung, der Brandschutz, sämtliche Fliesenbeläge, die gesamte Wasseraufbereitungsanlage und die Glasfassade des Bades erneuert.
Am 21. Juli 2008 wurde die Sporthalle mit dem 50-Meter-Becken wiedereröffnet und war nur über einen provisorischen Eingang erreichbar. Für das gesamte Schwimmzentrum fiel die Eröffnung auf den 1. September 2008. Die Gesamtsanierungskosten beliefen sich mit 3,25 Millionen Euro auf das Doppelte der ursprünglich veranschlagten Summe.

## Statistik bis 2007
Bis zur Schließung wegen Schäden an sicherheitsrelevanten Dachträgern im Februar 2007 verzeichnete das Hallenbad rund 300.000 Besucher pro Jahr. Davon waren knapp 70 Prozent Badegäste, rund 18 Prozent Schulklassen und rund 12 Prozent Vereine.
Jährlich wurden rund 32.000 Kubikmeter Wasser, 1,2 Millionen kWh Strom und 4,1 Millionen kWh Gas zum Heizen verbraucht. Das sind rund 1000 Euro Energiekosten pro Tag bzw. 362.500 Euro pro Jahr.

## Verkehrsanbindung
Der ÖPNV bedient das Schwimmzentrum an der Haltestelle „Paulinenstraße“ bzw. „Karolinenstraße“ mit den Buslinien 145, 146, 160 und 161 der Ruhrbahn.